# John D. Ferry
John Douglass Ferry (* 4. Mai 1912 in Dawson, Yukon; † 18. Oktober 2002) war ein kanadisch-US-amerikanischer Chemiker an der University of Wisconsin–Madison.
John D. Ferry gilt als führende Figur der Polymerchemie. Er machte sich insbesondere um die experimentelle Erforschung des Einflusses der Molekularstruktur auf die viskoelastischen Eigenschaften langkettiger Polymere verdient, darunter die mechanische Relaxation und die Temperatur-Frequenz-Überlagerung (temperature-frequency superposition; auch Zeit-Temperatur-Überlagerung, time-temperature superposition; siehe Williams-Landel-Ferry-Gleichung). Sein Lehrbuch Viscoelastic Properties of Polymers erschien in drei Auflagen und wurde ins Japanische, Russische und Polnische übersetzt. Weitere Arbeiten Ferrys befassten sich mit verschiedenen Proteinen – insbesondere Fibrinogen/Fibrin – und anderen Biomolekülen.
Ferry wurde als Sohn eines Bergbauingenieurs in Kanada geboren, wuchs aber in Oregon und Idaho in den USA auf. Nach seinem Bachelor (1932) an der Stanford University arbeitete Ferry zunächst am National Institute for Medical Research in London. Er erwarb seinen Ph.D. 1935 bei George Parks wiederum an der Stanford University. Anschließend war er Assistent bei David Spence an der Hopkins Marine Station der Stanford University. 1937 wechselte Ferry an die Harvard University als Dozent für Biochemie und zu John Lawrence Oncley (1910–2004) in der physikalischen Chemie als Forschungsassistent. Seit 1946 hatte Ferry eine Professur (Assistant Professor) an der University of Wisconsin–Madison inne, erhielt aber bereits 1947 eine ordentliche Professur. Von 1959 bis 1967 war er Direktor des gesamten Lehrstuhls für Chemie. 1982 wurde er emeritiert, führte aber noch bis 1988 eigene Forschungen durch und veröffentlichte bis 1998.
Ferry erhielt mehrere Auszeichnungen der American Chemical Society, darunter 1946 den Eli Lilly Award in Biological Chemistry der Sektion Biochemie, 1960 den ACS Award in Colloid Chemistry, 1974 den ACS Award in Polymer Chemistry und 1984 den Herman F. Mark Division of Polymer Chemistry Award der Sektion Polymer-Chemie. Die The Society of Rheology zeichnete Ferry 1953 mit ihrer Bingham Medal aus, die American Physical Society, deren Fellow er später wurde, 1966 mit ihrem Polymer Physics Prize. Ferry wurde 1959 zum Mitglied der National Academy of Sciences gewählt, 1965 zum Mitglied der American Academy of Arts and Sciences und 1982 zum Fellow der American Association for the Advancement of Science.
Ferry war mit Barbara Norton Mott verheiratet, das Paar hatte zwei Kinder.